# کارسینوم ریه شبه غده بزاقی
کارسینوم ریه شبه غده بزاقی (انگلیسی: Salivary gland–like carcinoma of the lung) به‌طور کلی به گروهی از سرطان‌های نادر اشاره دارد که از تقسیم سلولی کنترل نشده (میتوز) سلول‌های بنیادی سرطانی جهش‌یافته در بافت ریه ناشی می‌شوند. این سرطان نام خود را تا حدی از ظاهر غیرطبیعی سلول‌های خود گرفته که ساختار و ویژگی‌های آن‌ها بسیار شبیه سرطان‌هایی است که در غدد بزاقی اصلی (غدد بناگوشی، غدد زیرآرواره‌ای و غدد زیرزبانی) سر و گردن دیده می‌شوند. کارسینوم اصطلاحی است برای نئوپلاسم‌های بدخیم مشتق شده از سلول‌های دودمان بافت پوششی و/یا آنهایی که ویژگی‌های سلولی یا معماری بافتی را که مشخصاً در سلول‌های بافت پوششی یافت می‌شود، از خود نشان می‌دهند.
سرطان ریه یک گروه بزرگ و فوق‌العاده ناهمگن از بدخیمی‌ها است. بیش از ۵۰ گونهٔ بافتی مختلف از این سرطان به روشنی در طبقه‌بندی بازنگری‌شدهٔ سازمان جهانی بهداشت در سال ۲۰۰۴ (که در حال حاضر پرکاربردترین سیستم طبقه‌بندی سرطان ریه است)، ذکر شده است. بسیاری از این زیرگونه‌های سرطانی که اخیراً توصیف شده‌اند، نادر هستند و به خوبی درک نشده‌اند. با این حال، از آنجایی که اشکال مختلف تومورهای بدخیم به‌طور کلی ویژگی‌های ژنتیکی، بیولوژیکی و بالینی متنوعی از خود نشان می‌دهند - از جمله پاسخ به درمان - طبقه‌بندی دقیق موارد سرطان ریه برای اطمینان از اینکه بیماران مبتلا به سرطان ریه مدیریت بهینه درمانی را دریافت می‌کنند، حیاتی است.
بر اساس طبقه‌بندی ۲۰۰۴ سازمان جهانی بهداشت کارسینوم‌های ریه به ۸ گونه اصلی تقسیم می‌شوند:
- کارسینوم سلول سنگفرشی
- کارسینوم سلول کوچک
- آدنوکارسینوم
- کارسینوم سلول بزرگ
- کارسینوم آدنواسکوآموس
- کارسینوم سارکوماتوئید
- تومور کارسینوئید
- کارسینوم ریه شبه غده بزاقی

## درمان
گزینه‌های درمانی ممکن است شامل جراحی، پرتودرمانی و شیمی‌درمانی باشد. ایکوتینیب به‌طور موقت در درمان کارسینوم غدد بزاقی ریه مؤثر بوده است اما پس از سه ماه کارایی خود را از دست می‌دهد.